# Jean-Claude Carrière
Pour les articles homonymes, voir Carrière.
Jean-Claude Carrière, né le 17 septembre 1931 à Colombières-sur-Orb et mort le 8 février 2021 à Paris 9e, est un écrivain, scénariste, parolier, metteur en scène et acteur français.
Se partageant entre le cinéma, le théâtre et la littérature, reconnu pour ses adaptations, tant pour le théâtre que pour le cinéma ou la télévision, il rencontre très fréquemment un succès critique et public.

## Biographie

### Vie et carrière
Né dans une famille de viticulteurs à Colombières-sur-Orb, Jean-Claude Carrière passe son enfance dans ce village. Pendant son enfance, il pratique le bilinguisme occitan-français. Alors qu'il a 14 ans, sa famille s'installe à Montreuil-sous-Bois, où ses parents prennent la gérance d'un café. Ce dernier fut choisi par les Gitans pour être leur bistrot, leur lieu de rencontre et de fête, à laquelle Django Reinhardt et son frère Joseph venaient parfois participer et où il devint ami avec Matéo Maximoff. 
D'abord élève du lycée Voltaire et du lycée Lakanal à Sceaux,, puis de l'École normale supérieure de Saint-Cloud, après une licence de lettres et une maîtrise d'histoire, il s'oriente vers le dessin et l'écriture.
En 1957, il publie son premier roman, Lézard, et rencontre Jacques Tati et Pierre Étaix avec qui il cosigne des courts et des longs-métrages. À ses débuts, il publie également plusieurs romans d'épouvante chez Fleuve noir, sous le nom de Benoît Becker (pseudonyme collectif utilisé par divers auteurs travaillant pour cet éditeur) et écrit des articles sur le cinéma dans Carrefour.

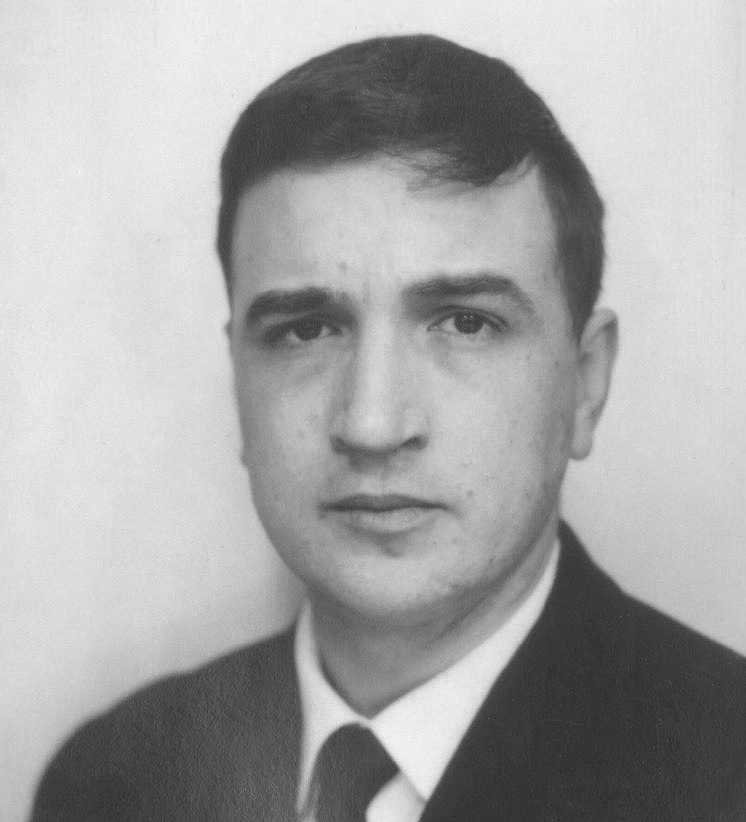
Jean-Claude Carrière en 1959. Photo d'identité (Sacem).

Bien qu'il soit l'auteur d'un très grand nombre de scénarios, Jean-Claude Carrière doit une partie de sa renommée à sa collaboration avec le cinéaste Luis Buñuel. Celle-ci s'amorce en 1964 et va durer dix-neuf ans, jusqu'à la mort du réalisateur. Les deux hommes travaillent ensemble une première fois en adaptant le roman d'Octave Mirbeau Le Journal d'une femme de chambre. Le film, qui met en vedette Jeanne Moreau, est le premier que Buñuel réalise en France depuis le classique surréaliste L'Âge d'or.
Carrière et Buñuel travaillent ensuite ensemble sur cinq autres films, dont deux des plus célèbres du réalisateur : Belle de jour, adaptation d'un roman de Joseph Kessel qui sera un grand succès commercial, et Le Charme discret de la bourgeoisie, une satire d'esprit surréaliste qui permet à Buñuel et Carrière d'obtenir une nomination pour l'oscar du meilleur scénario original, fait assez rare pour un film français.
Carrière travaillera aussi occasionnellement avec le réalisateur d'origine tchèque Miloš Forman, une première fois à la fin des années 1960 avec Taking Off, comédie de mœurs sur le conflit des générations, une seconde fois à la fin des années 1980 avec Valmont, adaptation du roman Les Liaisons dangereuses de Choderlos de Laclos, et une dernière fois en 2005 avec Les Fantômes de Goya.
Il participe aussi au scénario de deux des films les plus célèbres de Jacques Deray, le drame psychologique La Piscine, en 1969, qui met en vedette Alain Delon et Romy Schneider, puis le film de gangster Borsalino l'année suivante, immense succès commercial dans lequel on retrouve les deux plus grandes vedettes du cinéma français de l’époque, Alain Delon et Jean-Paul Belmondo. Il scénarise plusieurs autres films de Deray, comme le drame Un peu de soleil dans l'eau froide, adaptation du roman de Françoise Sagan, ou le film noir Un homme est mort, entièrement tourné aux États-Unis, ainsi que, en 1966, le film tiré du roman de Georges Darien, Le Voleur, réalisé par Louis Malle avec Belmondo.
Parallèlement, il poursuit sa carrière de dramaturge et adaptateur au théâtre, en particulier avec André Barsacq, Jean-Louis Barrault et Peter Brook.
Jean-Claude Carrière écrit de nombreux scénarios pour le cinéma, notamment pour Le Tambour, Un papillon sur l'épaule ou encore Le Retour de Martin Guerre qui lui vaut le césar du meilleur scénario en 1983. Il s'attaque également à l'adaptation d'œuvres littéraires comme Cyrano de Bergerac, Le Roi des Aulnes ou encore L'Insoutenable Légèreté de l'être. En 2007, il cosigne avec le réalisateur Volker Schlöndorff le scénario de Ulzhan qui est présenté au festival de Cannes.

### Rencontres avec le dalaï-lama
En 1994, il publie La Force du bouddhisme sur la base d'entretiens avec le 14e dalaï-lama en Inde. En 2000, il présente la conférence publique intitulée « La Paix de l'esprit, source du bonheur » que donne le dalaï-lama à Montpellier devant plus de 5 000 personnes. Il signe un appel demandant qu'une délégation du Comité des droits de l'enfant de l'ONU rende visite à un enfant tibétain en résidence surveillée depuis 1995 en Chine, Gedhun Choekyi Nyima, reconnu comme 11e panchen-lama par le dalaï-lama.

### Divers
En 1987, il remet le Prix international tzigane des neuf muses à Matéo Maximoff, ami avec qui il partagea maints moments.
En 2000, il prend part à la fondation de la Société des amis de Victor Hugo.
En 2005, il crée, aux côtés de Carole Bouquet, Gérard Depardieu et Sophie Rigon, le festival Un réalisateur dans la ville qui a lieu chaque été à Nîmes.

### Vie personnelle

#### Couple
Jean-Claude Carrière a épousé en premières noces Nicole Janin (1931-2002) avec qui il a eu une fille en 1962, Iris. Originaire de Marsillargues et proche amie du manadier Jean Lafont — dont Carrière prononce l'éloge de son vivant en 2004 —, Nicole Janin était peintre sous le pseudonyme d'Augusta Bouy (ou Auguste Bouy). Elle est également apparue dans plusieurs films de Luis Buñuel que Carrière a scénarisés, tels que La Voie lactée ou Cet obscur objet du désir.
La double identité de Nicole Janin n'a jamais été notée dans les textes relatant la vie privée de Jean-Claude Carrière, qui évoquent majoritairement Augusta Bouy,. Cela a entraîné une confusion dans les nécrologies de Carrière parues dans la presse, lors de sa mort, en février 2021[réf. souhaitée].
En 1982, alors qu'il travaille sur le scénario de Passion, il rencontre Hanna Schygulla et vit avec elle jusqu'en 1995.
Il s'est remarié avec Nahal Tajadod, femme de lettres iranienne, avec qui il a une fille née en 2003, Kiara Carrière,.

#### Mort
Jean-Claude Carrière meurt le 8 février 2021, à l'âge de 89 ans, dans son domicile parisien. Ne souffrant d'aucune maladie, il est mort « dans son sommeil »,,, selon la précision donnée par sa fille.
Il est inhumé au cimetière nouveau de Colombières-sur-Orb (Hérault), sa ville natale.

## Œuvre littéraire
- 1957 :
  - Lézard, Robert Laffont
  - La Tour de Frankenstein, Fleuve noir, coll. « Angoisse »[30]
  - Le Pas de Frankenstein, Fleuve noir, coll. « Angoisse »[30]
- 1958 : 
  - La Nuit de Frankenstein, Fleuve noir, coll. « Angoisse »[30]
  - Le Sceau de Frankenstein, Fleuve noir, coll. « Angoisse »[30]
  - Frankenstein rôde, Fleuve noir, coll. « Angoisse »[30]
  - Les Vacances de monsieur Hulot - Illustrations - Pierre Étaix, novélisation du film de Jacques Tati, paru en édition révisée en 1985  (ISBN 2211031986) ; rééd. 1986 dans la coll. « Aventures et Récits de l'École des Loisirs » chez Robert Laffont, en 2005  (ISBN 2-221-10547-8)
  - Mon oncle - Illustrations - Pierre Étaix, novélisation du film de Jacques Tati, Belfond ; rééd. 2005 Robert Laffont  (ISBN 2-221-10548-6)
- 1959 : La Cave de Frankenstein, Fleuve noir, coll. « Angoisse »[30]
- 1962 : 
  - L'Alliance , roman ; rééd. 1992  (ISBN 978-2-221-01787-6)
  - Les Plus Belles Lettres d'amour (anthologie), J'ai lu
- 1963 : 
  - Humour 1900, présentation de Jean-Claude Carrière, repris en 1988 sous le titre : Anthologie de l'humour 1900, éd. 1900, et rééd. en 1990  (ISBN 2-7144-4320-6)
  - Le Petit Napoléon illustré - Illustrations - Pierre Étaix, Robert Laffont, réédité en 1981
- 1965 : Dictionnaire de la bêtise et des erreurs de jugement, co-signé avec Guy Bechtel, Robert Laffont - contient 2 500 extraits de textes[31]Édition revue et augmentée en 1983 - contient 3 500 extraits de textes, jusqu'aux années 1980[31].
Réédition en 1991 dans un recueil contenant Le Livre des bizarres — écrit par les deux mêmes auteurs, et publié initialement en 1981 — sous les deux titres Dictionnaire de la bêtise et des erreurs de jugement. Le livre des bizarres, coll. « Bouquins », Robert Laffont  (ISBN 2-221-06747-9) ; et rééd. 2014.
- 1966 : Viva Maria !, co-signé avec Louis Malle, Robert Laffont
- 1968 : Le Moine, co-signé avec Luis Buñuel, Éric Losfeld
- 1972 : 
  - Le Pari, Robert Laffont
  - Le Clou brûlant, traduction de l’essai de José Bergamín, Plon, réédité en 2010, Les Fondeurs de briques  (ISBN 978-2-916749-15-0)
- 1981 : Le Livre des bizarres, co-signé avec Guy Bechtel, Robert Laffont Réédition en 1991 dans un recueil contenant Dictionnaire de la bêtise et des erreurs de jugement — écrit par les deux mêmes auteurs, et publié initialement en 1965 — sous les deux titres Dictionnaire de la bêtise et des erreurs de jugement. Le livre des bizarres, coll. « Bouquins », Robert Laffont  (ISBN 2-221-06747-9) ; et rééd. 2014.
- 1982 : 
  - Mon dernier soupir, co-écriture de l'autobiographie de Luis Buñuel, Robert Laffont
  - Chemin faisant, poèmes, Gérard Oberlé
- 1983 :
  - Les Petits Mots inconvenants, Balland, repris en 1991 sous le titre : Les mots et la chose, Le grand livre des petits mots inconvenants, dessins de Pierre Étaix, Belfond, Le Pré aux Clercs  (ISBN 2-7144-2742-1), réédité en 2002, Plon  (ISBN 978-2-259-19780-9) et en 2007, Plon  (ISBN 978-2-259-19808-0)
  - Milou en mai, co-signé avec Louis Malle, Gallimard, réédité en 1990
  - Credo, Balland
  - Le Retour de Martin Guerre, Robert Laffont
- 1985 : Le Mahâbhârata[32], Belfond, réédité en 1989, Belfond  (ISBN 2714424120), réédité en 2001, Belfond  (ISBN 2-7144-3888-1), en 2008, Albin Michel  (ISBN 978-2-226-18864-9), et en 2010, Pocket  (ISBN 978-2-266-20886-4)
- 1987 : Stars system, dessins de Pierre Étaix, Gilbert Sallachas
- 1988 : 
  - Conversations sur l'invisible, co-signé avec Michel Cassé et Jean Audouze, Belfont 1988  (ISBN 2-7144-2201-2) , Plon 1996, Pocket 2002  (ISBN 2-266-11269-4)
  - Cent un limericks français, poèmes, éd. de La Bougie du sapeur
  - Rapport pour le gouvernement sur la « science à la télévision », rédigé avec Jean Audouze
- 1989 : La Paix des braves, Belfond, Le Pré aux clercs, repris en 1993 dans : C’était la guerre (avec On nous appelait fellaghas, du commandant Azzedine, 1974), Plon
- 1990 : Exercice du scénario co-signé avec Pascal Bonitzer, La Femis
- 1992 : 
  - La Controverse de Valladolid, Belfond, Le Pré aux Clercs  (ISBN 2-7144-2879-7), réédité en 1999, Actes Sud/Papiers, Pocket no 4689  (ISBN 2-266-05401-5)
  - C'était la guerre - Algérie 1954/1962, co-signé avec Commandant Azzedine, Plon
- 1993 : 
  - Simon le mage, Plon  (ISBN 9782259026918)
  - Raconter une histoire. Quelques indications, coll. « Écrits/Écrans », Claude Gauteur (dir.), FEMIS  (ISBN 2-907114-22-0), réédité en 2001, FEMIS  (ISBN 2-907114-22-0)
  - Là-bas co-signé avec Luis Buñuel, scénario
  - traduction avec Mahin Tajadod et Nahal Tajadod, Le livre de Chams de Tabriz, de Mawlânâ Djalal al-Din Rumi, Gallimard  (ISBN 978-2070733408) ; repris dans 2006 Chants d'amour de Rûmi avec Nahal Tajadod, Kudsi Erguner, Pierre Rigoboulos, Disc. compact, coll. « À voix haute », Gallimard  (ISBN 0-05-064515-3)
- 1994 : La Force du bouddhisme, co-signé avec Tenzin Gyatso (14e dalaï-lama), Robert Laffont  (ISBN 9782221078365)
- 1995 : Regards sur le visible, co-signé avec Jean Audouze, Plon 1996
- 1996 : 
  - Quelques questions sous les étoiles, Zulma  (ISBN 2-909031-85-3)
  - Le film qu'on ne voit pas, Plon
- 1997 : À la recherche du Mahâbhârata, carnets de voyages en Inde avec Peter Brook 1982-1985, Éditions Kwok On
- 1998 : 
  - Entretiens sur la fin des temps, co-signé avec Jean Delumeau, Umberto Eco et Stephen Jay Gould, Fayard.
  - Le Cercle des menteurs, Plon  (ISBN 2-266-08787-8)
- 1999 : Le Dictionnaire des révélations historiques et contemporaines - Contenant des paradoxes sociaux et politiques, des errata de l'histoire, des inventions osées, des doutes, des secrets, des prédictions sur le passé comme sur l'avenir, avec des élucubrations, des silences, du faux, de l'entre-deux et, ici et là, quelques balivernes, co-signé avec Guy Bechtel, Plon  (ISBN 978-2-259-18964-4), paru en 2001 sous le titre Dictionnaire des révélations historiques et contemporaines. L'autre manière de raconter l'histoire, Pocket  (ISBN 2-266-09956-6)
- 2000 : 
  - Le Vin bourru, autobiographie de sa jeunesse à Colombières-sur-Orb, Plon  (ISBN 2259187102)
  - L'Homme dans ses univers (avec Michel Cassé, Jean Audouze, Michel Cazenave), Albin Michel, coll. « Sciences d'aujourd'hui »
- 2001 : Dictionnaire amoureux de l'Inde, Plon, coll. « Dictionnaire amoureux »  (ISBN 978-2259182041)
- 2002 : Entretiens sur la multitude du monde, co-signé avec Thibault Damour, éditions Odile Jacob  (ISBN 2-7381-1077-0)
- 2003 : Les Années d'utopie - 1968-1969 New York-Paris-Prague-New York, Plon  (ISBN 978-2259198004), paru en 2006, Pocket  (ISBN 2-266-13936-3)
- 2004 : 
  - Détails de ce monde, Le Cherche midi  (ISBN 2749103096)
  - Les À-côtés - Chroniques matinales, recueil des chroniques matinales de France Inter (septembre 2003-janvier 2004), Plon  (ISBN 2-259-20008-7), paru en 2006, Pocket  (ISBN 2-266-14572-X)
- 2005 : Einstein s'il vous plaît, Odile Jacob  (ISBN 978-2738116178)
- 2006 : 
  - Fragilité, essai, paru chez Odile Jacob  (ISBN 2-7381-1788-0)
  - Académie de billard - Un dernier regard, avec Benoît Rajau, Nicolas Chaudun  (ISBN 2-350-39018-7)
- 2007 : 
  - Les Fantômes de Goya, co-signé avec Miloš Forman, Plon  (ISBN 978-2259204828)
  - Sujata Bajaj, L'Ordre du monde, avec Lorette Nobécourt, Albin Michel  (ISBN 2226178481)
  - Tous en scène, Odile Jacob  (ISBN 978-2738120298)
- 2008 : 
  - traduction de La Cerisaie d'Anton Tchekhov, Flammarion  (ISBN 978-2-08-070482-5)
  - La Conférence des oiseaux, Albin Michel  (ISBN 978-2-226-18292-0)
  - traduction avec Nahal Tajadod de Un loup aux aguets d'Abbas Kiarostami, La Table Ronde  (ISBN 978-2-7103-3066-0)
  - collectif avec Irène Frain, Jean-Claude Killy, Michel Drucker, Jean-Marie Périer 68, Nos années choc, coll. dir. Patrick Mahé, Plon  (ISBN 978-2-259-20808-6)
- 2009 : 
  - Dictionnaire amoureux du Mexique, Plon, coll. « Dictionnaire amoureux »  (ISBN 978-2259207980)
  - en collaboration avec Daniel Vigne Le Retour de Martin Guerre, Larousse, coll. « Classiques contemporains »  (ISBN 978-2-03-584272-5)
  - Jean-Claude Carrière et Umberto Eco, N’espérez pas vous débarrasser des livres, Paris, Grasset, 2009, 330 p. (ISBN 978-2-246-74271-5, présentation en ligne)[33],[34]
  - en collaboration avec Bernar Yslaire : Le Ciel au-dessus du Louvre[35],[36], roman graphique, Futuropolis  (ISBN 978-2-7548-0095-2)
  - en collaboration avec Sylvain Savolainen : Calcutta, Infolio  (ISBN 978-2-88474-609-0)
- 2010 : Mon chèque, Plon  (ISBN 978-2259211369)
- 2011 : Weepers Circus, N'importe où, hors du monde Livre-disque dans lequel participe une quarantaine d'invités aux titres d'auteurs ou d'interprètes : Jean-Claude Carrière y signe un texte inédit (non mis en musique) consacré à sa propre interprétation de ce titre énigmatique de N'importe où, hors du monde. Il donne également sa voix sur un titre de l'album.
- 2012 :
  - Mémoire espagnole, Plon  (ISBN 978-2259217378)
  - Désordre, André Versaille éditeur  (ISBN 978-2-87495-171-8)
- 2013 : 
  - Weepers Circus, Les Inédits hors du monde EP dans lequel Jean-Claude Carrière interprète une chanson en duo avec le groupe : Quelque part.
  - Conversation avec Jean-Jacques Rousseau, éd. Plon  (ISBN 978-2259216081)
  - Dessins d'occasion, éd. Les Cahiers dessinés  (ISBN 979-1090875197) : recueil de centaines de dessins de ses divers carnets
- 2014 : L'Argent : sa vie, sa mort, Odile Jacob  (ISBN 978-2-7381-3030-3)
- 2015 : 
  - Utopie, quand reviendras-tu ?, conversation avec Gilles Vanderpooten, éd. L'Aube
  - Croyance : réflexions sur cette "certitude sans preuve" , Odile Jacob Prix Psychologies-Fnac 2016[37]
- 2016 : La Paix, Odile Jacob  (ISBN 2738134963) [présentation en ligne] - essai autour de la notion philosophique de « paix »
- 2017 : 
  - Frankenstein, tomes 1&2, réédition chez French Pulp éditions  (ISBN 9791025102251)[30]
  - Frankenstein, tomes 3&4, réédition chez French Pulp éditions  (ISBN 9791025102299)[30]
  - Frankenstein, tomes 5&6, réédition chez French Pulp éditions  (ISBN 9791025102374)[30]
- 2018 : La Vallée du néant, Odile Jacob  (ISBN 9782738144799)
- 2019 : 
  - Ateliers, Odile Jacob
  - Le Mahâbhârata[38],[39],[40], roman graphique, adaptation et texte de Jean-Claude Carrière, dessins et couleurs de Jean-Marie Michaud, Éditions Hozhoni

## Filmographie (sélection)

### Réalisateur et scénariste

#### Courts métrages
- 1961 : Rupture (coréalisateur : Pierre Étaix)
- 1961 : Heureux Anniversaire (coréalisateur : Pierre Étaix)
- 1969 : La Pince à ongles

### Scénariste

#### Cinéma
- 1963 : Le Soupirant de Pierre Étaix
- 1963 : Insommie de Pierre Étaix (court-métrage)
- 1964 : Le Journal d'une femme de chambre de Luis Buñuel, d'après Octave Mirbeau
- 1965 : Yoyo de Pierre Étaix
- 1965 : Le Bestiaire d'amour de Gerald Calderon
- 1965 : Viva Maria ! de Louis Malle
- 1966 : Le Diabolique docteur Z (Miss Muerte) de Jesús Franco
- 1966 : Cartes sur table (Cartas boca arriba) de Jesús Franco
- 1966 : Tant qu'on a la santé (Nous n'irons plus aux bois) de Pierre Étaix
- 1966 : Paradiso, hôtel du libre-échange de Peter Glenville
- 1967 : Le Voleur de Louis Malle, d'après Georges Darien
- 1967 : Belle de jour de Luis Buñuel, d'après Joseph Kessel
- 1968 : Pour un amour lointain d'Edmond Séchan
- 1969 : La Voie lactée de Luis Buñuel
- 1969 : La Piscine de Jacques Deray
- 1969 : Le Grand Amour de Pierre Étaix
- 1970 : Borsalino de Jacques Deray
- 1971 : Taking Off de Miloš Forman
- 1971 : Un peu de soleil dans l'eau froide de Jacques Deray, d'après Françoise Sagan
- 1971 : L'Alliance de Christian de Chalonge, d'après son propre roman
- 1972 : Liza de Marco Ferreri, d'après Ennio Flaiano
- 1972 : Le Charme discret de la bourgeoisie de Luis Buñuel
- 1972 : Le Moine d'Adonis Kyrou, d'après Matthew Gregory Lewis, coscénarisé avec Luis Buñuel
- 1972 : Un homme est mort de Jacques Deray
- 1974 : Dorothea (Dorotheas Rache) de Peter Fleischmann
- 1974 : France société anonyme d'Alain Corneau
- 1974 : Le Fantôme de la liberté de Luis Buñuel
- 1975 : La Chair de l'orchidée de Patrice Chéreau, d'après James Hadley Chase
- 1975 : Sérieux comme le plaisir de Robert Benayoun
- 1977 : Le Gang de Jacques Deray
- 1977 : Le Diable dans la boîte de Pierre Lary
- 1977 : Julie pot de colle de Philippe de Broca
- 1977 : Cet obscur objet du désir de Luis Buñuel, d'après La Femme et le pantin de Pierre Louÿs
- 1978 : Un papillon sur l'épaule de Jacques Deray, d'après The Velvet Well de John Gearon
- 1979 : Retour à la bien-aimée de Jean-François Adam
- 1979 : Le Tambour (Die Blechtrommel) de Volker Schlöndorff, d'après Günter Grass
- 1979 : L'Associé de René Gainville, d'après El Socio de Jenaro Prieto
- 1980 : Sauve qui peut (la vie) de Jean-Luc Godard
- 1982 : Le Retour de Martin Guerre de Daniel Vigne
- 1982 : Passion de Jean-Luc Godard
- 1983 : Danton d'Andrzej Wajda
- 1983 : Le Général de l'armée morte de Luciano Tovoli, d'après Ismaïl Kadaré
- 1983 : La Tragédie de Carmen de Peter Brook, d'après Prosper Mérimée et Georges Bizet
- 1984 : Un amour de Swann de Volker Schlöndorff, d'après Marcel Proust
- 1986 : Max mon amour de Nagisa Ōshima
- 1986 : L'Unique de Jérôme Diamant-Berger
- 1987 : Les Exploits d'un jeune Don Juan de Gianfranco Mingozzi
- 1988 : L'Insoutenable Légèreté de l'être (The Unbearable Lightness of Being) de Philip Kaufman, d'après Milan Kundera
- 1988 : La Nuit bengali de Nicolas Klotz, d'après Mircea Eliade
- 1988 : Les Possédés d'Andrzej Wajda, d'après Fiodor Dostoïevski
- 1989 : Valmont de Miloš Forman, d'après Les Liaisons dangereuses de Pierre Choderlos de Laclos
- 1989 : Un dieu rebelle de Peter Fleischmann
- 1990 : Milou en mai de Louis Malle
- 1990 : Cyrano de Bergerac de Jean-Paul Rappeneau, d'après Edmond Rostand
- 1991 : En liberté dans les champs du seigneur (At Play in the Fields of the Lord) de Hector Babenco d'après Peter Matthiessen
- 1992 : Le Retour de Casanova d'Édouard Niermans
- 1994 : La Nuit et le Moment (The Night and the Moment) d'Anna Maria Tatò, d'après Crébillon fils.
- 1995 : Le Hussard sur le toit de Jean-Paul Rappeneau, d'après Jean Giono
- 1996 : Golden Boy de Jean-Pierre Vergne
- 1996 : Le Roi des Aulnes (Der Unhold) de Volker Schlöndorff, d'après Michel Tournier
- 1997 : Chinese Box de Wayne Wang
- 1998 : Attaville, la véritable histoire des fourmis de Gerald Calderon (commentaire)
- 1998 : La Guerre dans le Haut Pays de Francis Reusser, d'après Charles-Ferdinand Ramuz
- 2000 : Salsa de Joyce Buñuel
- 2004 : Birth de Jonathan Glazer
- 2006 : Les Fantômes de Goya de Miloš Forman
- 2007 : Ulzhan de Volker Schlöndorff
- 2009 : Le Ruban blanc, de Michael Haneke (contribution)
- 2011 : Memorias de mis putas tristes de Henning Carlsen, d'après Gabriel Garcia Marquez
- 2012 : L'Artiste et son modèle de Fernando Trueba
- 2012 : Syngué sabour. Pierre de patience d'Atiq Rahimi
- 2015 : L'Ombre des femmes de Philippe Garrel
- 2015 : Le Dossier Petrov (Dosieto Petrov) de Georgi Balabanov
- 2017 : L'Amant d'un jour de Philippe Garrel
- 2018 : At Eternity's Gate de Julian Schnabel
- 2018 : L'Homme fidèle de Louis Garrel
- 2020 : Le Sel des larmes de Philippe Garrel
- 2021 : La Croisade de Louis Garrel
- 2022 : L'Ombre de Goya par Jean-Claude Carrière de José Luis López Linares
- 2023 : Le Grand Chariot de Philippe Garrel

#### Télévision
- 1978 : Le Franc-tireur de Maurice Failevic
- 1978 : Photo souvenir d'Edmond Séchan
- 1981 : Je tue il de Pierre Boutron
- 1981 : La Double Vie de Théophraste Longuet de Yannick Andréi, d'après Gaston Leroux (mini série télévisée)
- 1982 : Le Jardinier récalcitrant de Maurice Failevic
- 1983 : Credo de Jacques Deray
- 1989 : Bouvard et Pécuchet de Jean-Daniel Verhaeghe, d'après Gustave Flaubert
- 1992 : La Controverse de Valladolid[41] de Jean-Daniel Verhaeghe, d'après son propre récit
- 1998 : Clarissa, de Jacques Deray, d'après Stefan Zweig
- 2002 : La Bataille d'Hernani de Jean-Daniel Verhaeghe
- 2004 : Le Père Goriot de Jean-Daniel Verhaeghe, d'après Honoré de Balzac
- 2006 : Galilée ou l'Amour de Dieu de Jean-Daniel Verhaeghe

### Acteur

#### Cinéma
- 1964 : Le Journal d'une femme de chambre de Luis Buñuel : le prêtre
- 1969 : La Voie lactée de Luis Buñuel : Priscilien
- 1971 : L'Alliance de Christian de Chalonge : Hughes
- 1971 : Un peu de soleil dans l'eau froide de Jacques Deray : François, mari de Nathalie
- 1975 : Sérieux comme le plaisir de Robert Benayoun : le chef d'étage
- 1976 : Le Jardin des supplices de Christian Gion
- 1976 : Le Jeu du solitaire de Jean-François Adam
- 1977 : Julie pot de colle de Philippe de Broca : le conseiller
- 1978 : Photo souvenir d'Edmond Séchan : le docteur Quissard
- 1979 : L'Associé de René Gainville
- 1979 : Le Tambour de Volker Schlöndorff : Barbe-Noire (non crédité)
- 1998 : Jaya, fille du Gange de Vijay Singh : le professeur français
- 2001 : Buñuel et la Table du Roi Salomon de Carlos Saura : David Goldman
- 2006 : Avida de Benoît Delépine et Gustave Kervern : le riche paranoïaque
- 2006 : Tajnata kniga (Le livre secret) de Vlado Cvetanovski : Pierre Raymond
- 2010 : Copie conforme d'Abbas Kiarostami : l'homme de la place
- 2018 : La Collection de Emmanuel Blanchard : Monsieur Klein
- 2019 : La Fameuse Invasion des ours en Sicile de Lorenzo Mattotti : le vieil ours (voix)
- 2021 : L'Odge d'Oor de Preston Miller : Dieu[42]
- 2022 : L'ombre de Goya par Jean-Claude Carrière de José Luis López Linares : lui-même

#### Télévision
- 1981 : La Double Vie de Théophraste Longuet de Yannick Andréi : Éliphas de la Nox
- 1983 : L'Homme de la nuit de Juan Luis Buñuel : un prêtre
- 2007 : Le Temps des secrets, Le Temps des amours : voix du narrateur, Marcel Pagnol âgé

## Théâtre

### Auteur
- 1968 : L'Aide-mémoire, mise en scène André Barsacq, avec Delphine Seyrig, théâtre de l'Atelier
- 1971 : Le Client auteur et mise en scène, théâtre de la Michodière
- 1997 : La Terrasse, auteur théâtre Antoine - Simone-Berriau
- 1999 : La Controverse de Valladolid, mise en scène Jacques Lassalle, avec Jacques Weber, Lambert Wilson, théâtre de l'Atelier
- 1999 : Giroise, La porte, éditions du Laquet  (ISBN 2-910333-29-9)
- 2001 : Le Jeune Prince et la vérité, Actes Sud  (ISBN 2-7427-3342-6), paru en 2006, Actes Sud Junior  (ISBN 2-7427-6337-6)
- 2002 : Le Circuit ordinaire, Actes Sud  (ISBN 2-7427-4054-6)
- 2003 : Trente ans à peine, mise en scène Gabriel Garran, Théâtre international de langue française
- 2003 : La Mort de Krishna, avec Marie-Hélène Estienne, Actes Sud  (ISBN 2-7427-4424-X)
- 2007 : Les Mots et la chose, mise en scène Daniel Bedos, avec Jean-Pierre Marielle, Agathe Natanson, théâtre de l'Œuvre
- 2010 : Audition, mise en scène Bernard Murat, théâtre Édouard-VII
- 2014 : L'Aide mémoire, mise en scène Ladislas Chollat, théâtre de l'Atelier

### Adaptateur
- 1973 : Harold et Maude, traduction et adaptation du film de Colin Higgins, mise en scène Jean-Louis Barrault, avec Madeleine Renaud, théâtre Récamier
- 1974 : Timon d'Athènes de William Shakespeare, mise en scène Peter Brook, théâtre des Bouffes-du-Nord
- 1975 : Les Iks de Colin Turnbull, mise en scène Peter Brook, théâtre des Bouffes-du-Nord
- 1978 : La Conférence des oiseaux de Farid al-Din Attar, mise en scène Peter Brook, théâtre des Bouffes-du-Nord
- 1978 : L'Os de Birago Diop, mise en scène Peter Brook, théâtre des Bouffes-du-Nord
- 1981 : La Tragédie de Carmen d'après Prosper Mérimée et Georges Bizet, mise en scène Peter Brook, adaptation musicale: Marius Constant, théâtre des Bouffes du Nord et en 1997, mise en scène Antoine Bourseiller
- 1987 : Un jardin en désordre d'Alan Ayckbourn, mise en scène Stuart Seide, théâtre de la Renaissance
- 1985 : Le Mahabharata, mise en scène Peter Brook, théâtre des Bouffes-du-Nord (1ères au Festival d'Avignon)
- 1990 : La Tempête de William Shakespeare, mise en scène Peter Brook, théâtre des Bouffes-du-Nord
- 1995 : Harold et Maude, mise en scène Jacques Rosny, avec Danielle Darrieux, théâtre des Bouffes-Parisiens
- 2001 : Une odyssée d'après Homère, adaptation avec Irina Brook, mise en scène Irina Brook
- 2002 : La Preuve de David Auburn, mise en scène Bernard Murat, théâtre des Mathurins
- 2009 : Chants d'amour de Roumi, conception et interprétation Jean-Claude Carrière et Nahal Tajadod, théâtre des Bouffes-du-Nord
- 2015 : Anna Christie d'Eugene O'Neill, mise en scène de Jean-Louis Martinelli

## Distinctions

### Décorations
- Commandeur de la Légion d'honneur (14 avril 2017[43])
- Commandeur de l'ordre national du Mérite (14 mai 2013[44])

### Récompenses
- 1963 :  Oscar du meilleur court métrage en prises de vues réelles (Oscars 1963) pour Heureux Anniversaire.
- 1963 :  British Academy Film Award du meilleur court métrage (BAFA 1963) pour Heureux Anniversaire.
- 1969 : Prix spécial du jury court métrage au Festival de Cannes 1969 pour La Pince à ongles
- 1974 :  British Academy Film Award du meilleur scénario avec Luis Buñuel pour Le Charme discret de la bourgeoisie
- 1978 :  Prix Flaiano de la mise en scène
- 1983 :  César du meilleur scénario original avec Daniel Vigne pour le Retour de Martin Guerre
- 1988 : Prix Jean-Le-Duc pour l'ensemble de son œuvre d’auteur cinématographique
- 1989 :  British Academy Film Award du meilleur scénario adapté avec Philip Kaufman pour L'Insoutenable Légèreté de l'être
- 1991 : Molière de l'adaptateur pour La Tempête
- 2009 : Prix Ulysse à l'ensemble de l'œuvre
- 2011 :  Prix Micheluzzi de la meilleure bande dessinée étrangère pour Le Ciel au-dessus du Louvre (avec Bernar Yslaire)
- 2014 : Prix Henri-Langlois
- 2014 : Grand prix SACD
- 2015 :  Oscar d'honneur aux Governors Awards
- 2016 : Prix Psychologies-Fnac pour son essai Croyance[37]

### Nominations
- 1972 :  nomination au British Academy Film Award du meilleur scénario avec Miloš Forman, John Guare et Jon Klein pour Taking Off
- 1973 :  nomination à l'oscar du meilleur scénario original avec Luis Buñuel pour Le Charme discret de la bourgeoisie
- 1978 :  nomination à l'oscar de la meilleure adaptation avec Luis Buñuel pour Cet obscur objet du désir
- 1978 : nomination pour le césar du meilleur scénario original ou adaptation avec Luis Buñuel pour Cet obscur objet du désir
- 1983 : nomination pour le césar de la meilleure adaptation et dialogues avec Jacek Gasiorowski pour Danton
- 1989 :  nomination à l'oscar de la meilleure adaptation avec Philip Kaufman pour L'Insoutenable Légèreté de l'être
- 1991 : nomination pour le césar du meilleur scénario original ou adaptation avec Jean-Paul Rappeneau pour Cyrano de Bergerac
- 1992 :  nomination au British Academy Film Award du meilleur scénario adapté avec Jean-Paul Rappeneau pour Cyrano de Bergerac
- 1993 : nomination pour le molière de l'auteur et pour le molière du théâtre privé pour L'Aide-mémoire
- 1997 : nomination pour le molière de l'auteur pour La Terrasse
- 1999 : nomination pour le molière de l'auteur pour La Controverse de Valladolid
- 2003 : nomination pour le molière de l'adaptateur pour La Preuve
- 2013 :  nomination au prix Goya du meilleur scénario original avec Fernando Trueba pour L'Artiste et son modèle
- 2016 : élection à l'Académie Alphonse Allais

## Hommages
- 2008 : Invité d'honneur au Festival Paris Cinéma
- 2011 : Hommage au Festival international du film de La Rochelle
- Square d'Anvers - Jean-Claude-Carrière (9e arrondissement de Paris)

#### Presse (interviews)
- Dans Lecthot.com, 28 novembre 2016
- Dans Daily Neuvième, 19 janvier 2010
- Dans L'Express, 17 juillet 2011

### Radio
- « La bibliothèque idéale de Jean-Claude Carrière », France Inter, Ça peut pas faire de mal de Guillaume Gallienne, le 17 septembre 2016